# Heinrich Schwanold

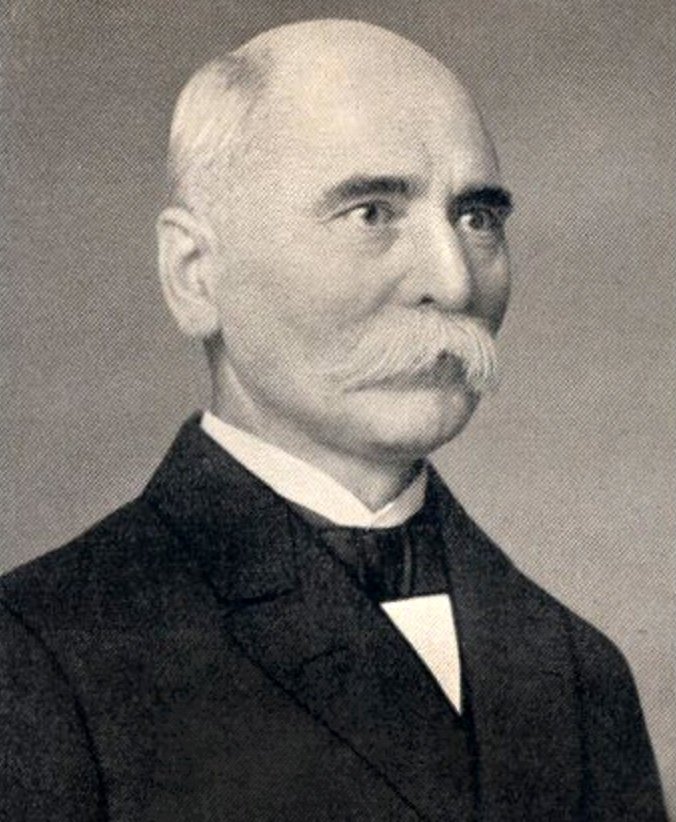
Heinrich Schwanold

Wilhelm Heinrich August Schwanold (* 16. April 1867 in Salzuflen; † 29. Juli 1932 in Detmold) war ein deutscher Lehrer und Heimatforscher im Raum Lippe.

## Leben
Heinrich Schwanold wurde am 16. April des Jahres 1867 als ältestes von drei Kindern des Friedrich Wilhelm Schwein (1823–1881) und dessen Frau Karoline Wilhelmine, geborene Kluckhuhn, aus Ehrsen in Salzuflen geboren. Zwölf Tage später wurde Schwanold in der evangelisch-reformierten Kirche Salzuflens getauft.
Er besuchte die Salzufler Bürgerschule, später dann die Rektorschule. Von 1883 bis 1886 machte er eine Ausbildung am Lehrerseminar in Detmold. Mit seiner Abgangsprüfung erhielt er durch die Fürstliche Regierung zugleich die Erlaubnis sich ab nun nur noch Heinrich Schwanold zu nennen. Anschließend fand er seine erste Anstellung als Lehrer in Heidenoldendorf. Von 1890 bis 1896 wurde er dann Lehrer an der Rektorschule (der späteren Realschule) in seiner Heimatstadt Bad Salzuflen. Anschließend arbeitete er von 1896 bis 1915 als Ausbilder am Lehrerseminar in Detmold. Am 1. April 1915 wurde er zum Schulrat des Kreises Detmold ernannt. Daneben war Schwanold mehrere Jahre lang Mitglied der lippischen Landessynode, trat dann aber später aus Gewissensgründen wieder aus.
Heinrich Schwanold verstarb am 29. Juli 1932 in Detmold im Alter von 64 Jahren an den Folgen einer Operation, einen Tag vor seinem Eintritt in den Ruhestand.
Seine Tochter, Klara (1897–1990), verheiratete Fricke, in Düsseldorf ausgebildete Zeichenlehrerin, war im Nachkriegs-Detmold eine der „Frauen der ersten Stunde“: Unter anderem war sie für die CDU ab 1946 Mitglied des Detmolder Gemeinderats und in den Stützpunkten des Deutschen Kinderschutzbundes Bad Salzuflen und Detmold (hier Gründungsmitglied) tätig.

## Heimatforscher
Neben seiner Arbeit als Lehrer und später als Schulrat war Schwanold ein leidenschaftlicher Heimatforscher. Schon in jungen Jahren beschäftigte er sich eingehend mit der Geschichte und der Natur des Landes Lippe. Zugleich wurde er ein sehr aktives Mitglied im Naturwissenschaftlichen Verein für das Land Lippe.
Im Laufe der Zeit beschäftigte sich Schwanold zunehmend mit den vorgeschichtlichen Bodendenkmälern des Landes Lippe.  So erforschte und kartierte er unter anderem unzählige Hügelgräber zwischen Eggegebirge und der Oberweser. Bei weiteren Forschungen entdeckte er mehrere mittelsteinzeitliche Siedlungen im Bereich der Senne und des Teutoburger Waldes. Herausragend war hierbei seine archäologische Ausgrabung eines Wohnplatzes an den Rethlager Quellen durch die eine Anzahl neuer Erkenntnisse aus der Zeit des Mesolithikums gewonnen wurden. Unzählige seiner Funde befinden sich heute in der Archäologischen Sammlung des Lippischen Landesmuseums in Detmold. Heinrich Schwanold gelang es mit seinen zahlreichen Veröffentlichungen und Vorträgen auch eine breite Bevölkerungsschicht für die Heimatforschung zu interessieren.

## Veröffentlichungen
- Das Fürstentum Lippe. Das Land und seine Bewohner. Detmold 1899 Digitalisat
- Kurze Beschreibung des lippischen Landes. Mit sechs Bildern und einer Karte. 2. Aufl. Detmold 1900 Digitalisat
- Kleine Heimatkunde des Fürstentums Lippe. Detmold 1900 Digitalisat
- Arminius, die Varusschlacht und das Hermannsdenkmal. 2. Aufl. Detmold 1909 Internetportal „Westfälische Geschichte“
- Alt-Salzuflen. Bilder aus der Geschichte der Stadt. Salzuflen 1913 Digitalisat
- Pyrmont und Umgebung.  Niedersächsische Heimatbücher, Bd. 2. Salzuflen 1922
- Heimatdichtung. Detmold 1923 Digitalisat
- Unsere Ortsnamen. (= Heimatbücher für Schule und Haus 5). Detmold 1923 Digitalisat

- „Wandertage in der Heimat – Lieder und Gedichte mit dem Brustbilde des Verfassers (Friedrich Frevert) und zahlreichen Landschaftsbildern nach Original-Aufnahmen von Fr. Frevert jr., F. Düstersiek und H. Schwanold“

## Ehrungen
Schwanold zu Ehren erhielt die neue Wüstener Schule zu ihrer Einweihung am 15. November 1949 den Namen „Schwanoldschule“.
Im ehemaligen Detmolder Ortsteil Rödlinghausen, heute Detmold-Nord, ist die Schwanoldstraße nach dem Heimatforscher benannt.